# Grüner Hügel (Aschersleben)
Der Grüne Hügel ist ein bislang nicht ausgegrabener jungsteinzeitlicher, vielleicht von einem Menhir bekrönter Grabhügel bei Aschersleben im Salzlandkreis (Sachsen-Anhalt).

## Lage
Der Grüne Hügel befindet sich etwa zwei Kilometer nordöstlich des Zentrums von Aschersleben in der Nähe des Gewerbegebiets Güstener Straße. Er ist über einen parallel zur A 36 verlaufenden Feldweg erreichbar. In der Umgebung befinden sich zahlreiche weitere Grabhügel und Menhire. Etwa 2,5 km nordnordwestlich steht auf freiem Feld der Menhir Blaue Gans und etwa 3 km südsüdwestlich zwischen Schierstädter Straße und den Bahngleisen die Speckseite, ein Menhir auf einem Grabhügel. Etwa 1 km südlich von Aschersleben liegt zwischen der Bundesstraße 180 und dem Birkenweg ein teilweise überbauter Grabhügel, einen weiteren Kilometer südlich der Dreihügelberg. Ein weiterer Grabhügel befindet sich nordwestlich von Klein Schierstedt.

## Beschreibung
Der Hügel ist mit Bäumen bewachsen und stark mit Tierbauen durchsetzt. Auf dem Hügel befindet sich ein 1 m hoher, 0,25 m breiter und 0,25 m tiefer Stein, bei dem es sich vielleicht um einen Menhir handeln könnte.